# 代灵斯多夫
代灵斯多夫（德語：Delingsdorf）是德国石勒苏益格－荷尔斯泰因州的一个市镇。总面积8.09平方公里，总人口2194人，其中男性1110人，女性1084人（2011年12月31日），人口密度271人/平方公里。